# Partido Popular Francês

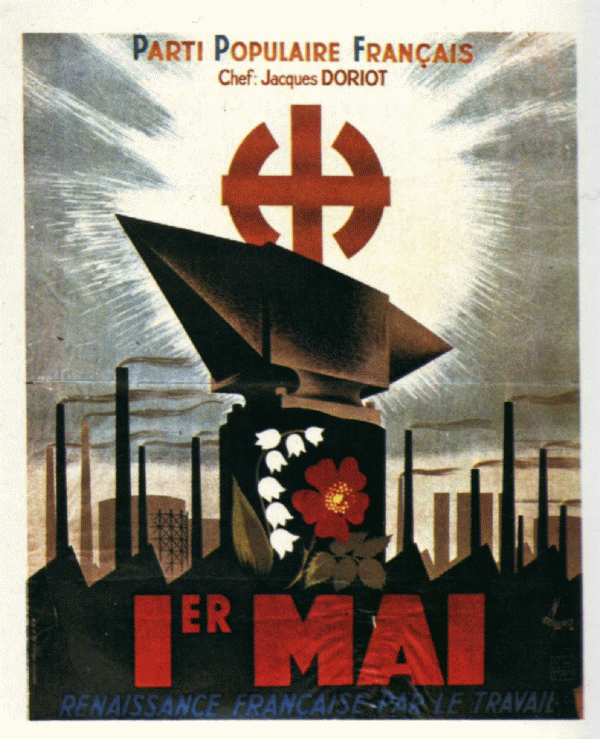
Pôster do Primeiro de Maio (Dia do Trabalhador) do PPF

O Partido Popular Francês (em francês:  Parti populaire français, ou PPF) foi um partido político fascista e antissemita da França, liderado por Jacques Doriot, estando em vigor antes e durante a Segunda Guerra Mundial. É considerado o partido mais colaboracionista, e simpatizante das ideias nacionais-socialistas, na França.

## Fundação e começo
O partido foi formado em 28 de junho de 1936, por Doriot e muitos outros antigos membros do Partido Comunista Francês (incluindo Henri Barbé e Paul Marion ) que se opunham à Frente Popular. O PPF centrou-se inicialmente na cidade de Saint-Denis, cidade onde fora fundado, e da qual Doriot havia sido prefeito (como membro do Partido Comunista), de 1930 a 1934, obtendo o apoio da grande população, que era pertencente à classe operária, da área. Embora não fosse assumidamente nacionalista, ao menos neste ponto de sua fundação, o partido adotou muitos aspectos da política, tanto geral, quanto nacionalista, além dos aspectos das imagens, e da ideologia, tornando-se, muito rapidamente, popular entre outros nacionalistas, atraindo para suas cadeiras ex-membros de grupos como Action Française, Jeunesses Patriotes, Croix de Feu e Solidariedade Francesa. O partido realizou uma série de grandes comícios após a sua formação, e adotou como bandeira do partido uma cruz celta sobre um fundo vermelho, branco e azul. Os membros usavam camisas azuis claras, calças azuis escuras, boinas e braçadeiras com o símbolo do partido como uniforme.

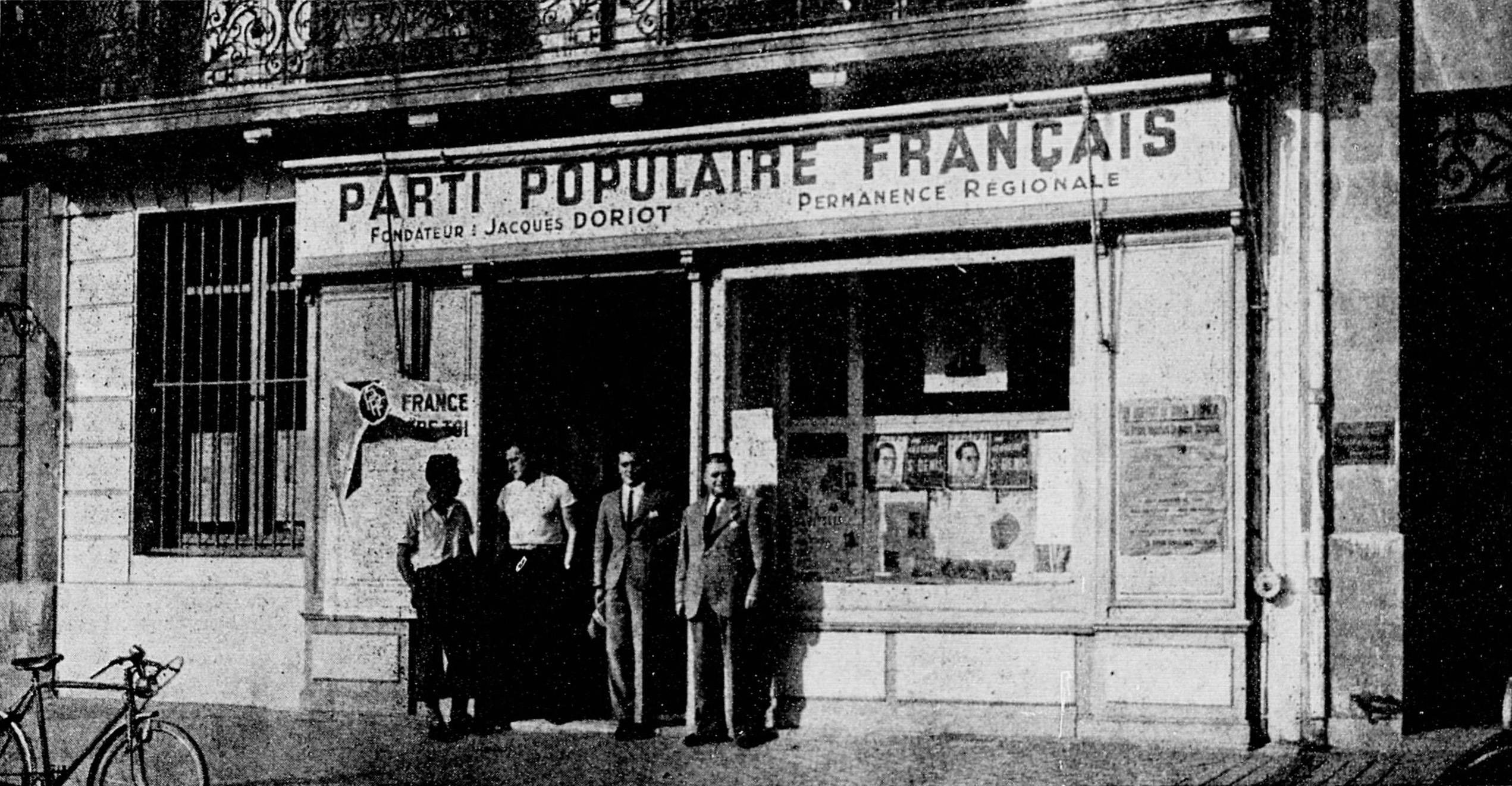
Sede da sucursal Sudoeste do PPF (Bordéus, 1936).

## A ideologia e o fascismo do PPF
A colaboração aos nazistas, por parte do PPF, foi acompanhada, ainda que relutante, por uma retórica nacionalista. Os membros do PPF foram obrigados a prestar o seguinte juramento:
“Em nome do povo e da pátria, juro fidelidade e devoção ao Parti Populaire Français, aos seus ideais e ao seu líder. Juro servir, até ao sacrifício supremo, a causa da revolução nacional e popular que deixará uma França nova, livre, e independente."
Inicialmente, o partido tinha sido ambíguo em relação ao anti-semitismo, expressando uma visão negativa dos judeus na sua literatura (associando os judeus a interesses bancários), mas permitindo que um judeu, chamado Alexandre Abremski, se sentasse no seu Politburo (Comitê de partidos comunistas), até à sua morte em 1938. Em 1936, Doriot declarou: “Nosso partido [o PPF] não é anti-semita. É um grande partido nacional que tem coisas melhores a fazer do que lutar contra os judeus”. Em 1938, a literatura do PPF estava repleta de referências à conspiração “judaico-maçônica”. À medida que o PPF tendia mais para o fascismo, e especialmente após a derrota francesa para os nazistas, e o estabelecimento da França de Vichy, o anti-semitismo tornou-se muito mais uma característica central da política partidária.
Em 1941, Doriot, escrevendo no jornal Au Pilori, escreveu: "... (o) judeu não é um homem. Ele é uma fera fétida." Esta ideologia abertamente anti-semita foi manifestada pelos paramilitares Gardes Françaises (anteriormente chamados de Service d'Ordre ), nos quais operavam muitos membros do PPF, e que participaram na violência em larga escala contra os judeus da França e do Norte de África, assim como na deportação de judeus para campos de concentração.
O partido também afirmava ser anticapitalista, usando o argumento anti-burguês para atacar os judeus. Apesar disso, o PPF foi apoiado financeiramente por empregadores e empresários franceses, que procuraram encorajar uma força nacionalista popular, e experimentaram um rápido crescimento no seu número de membros, especialmente das classes médias. O programa do partido também não previa qualquer nacionalização dos negócios e não pretendia minar a grande propriedade e o lucro livre. Ademais, o partido tinha, em sua literatura, um sentimento de anti-marxismo (não anticomunismo), assim como os nazistas.

## O PPF durante a guerra

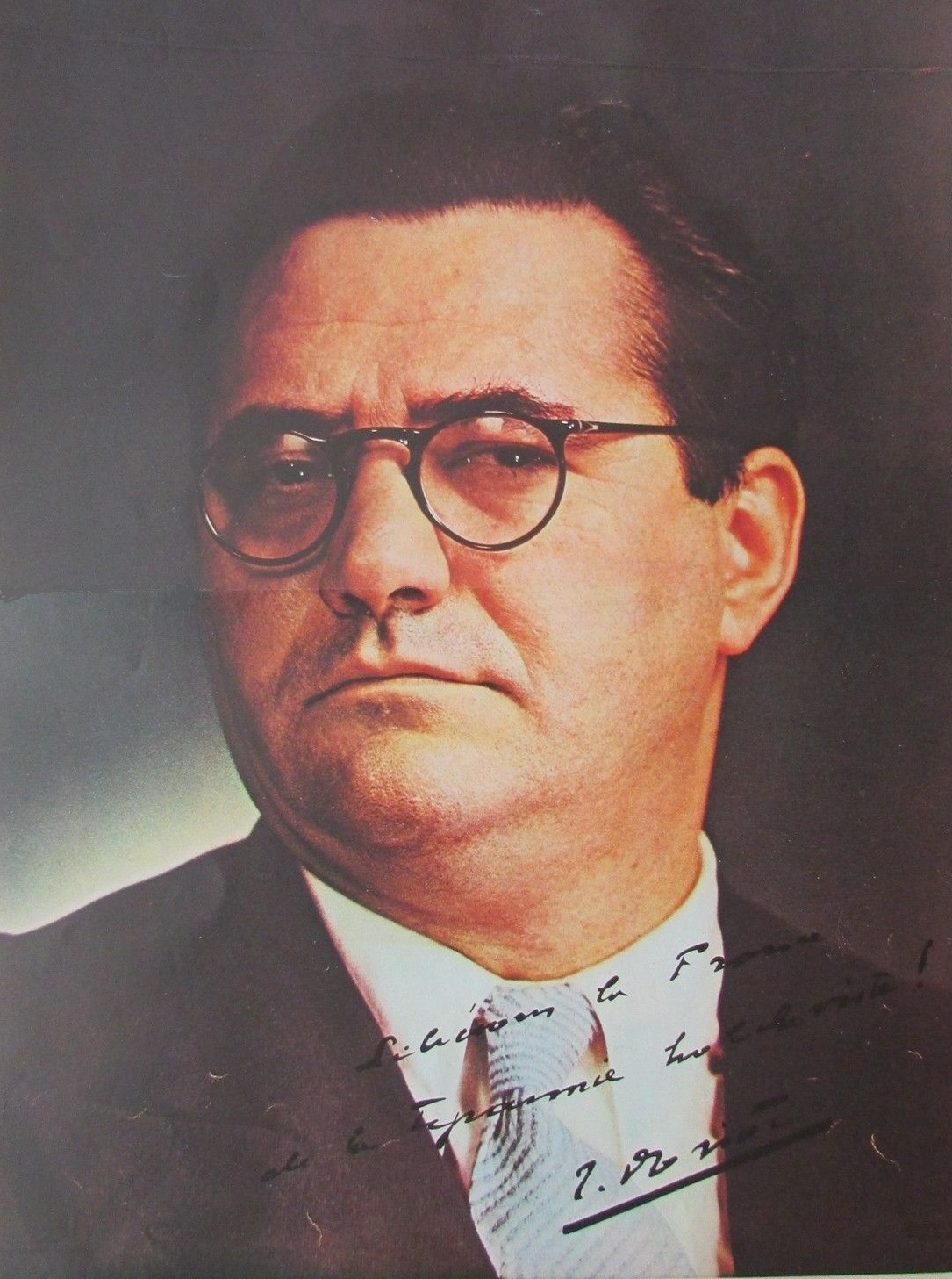
Jacques Doriot em 1941

Após a derrota francesa na Batalha de França, e o estabelecimento do regime de Philippe Pétain em Vichy, o PPF recebeu apoio adicional da Alemanha Nazista, e aumentou as suas atividades políticas. O Departamento de Estado dos EUA colocou o partido numa lista de "organizações sob o controle direto do regime nazista". Como se tratava de um partido fascista, o PPF criticava o estado autoritário neotradicional estabelecido por Petain, criticando o regime por ser muito moderado, e defendia uma colaboração militar mais próxima com a Alemanha (como o envio de tropas para a frente soviética), e modelando o governo francês, e suas políticas raciais, directamente na da Alemanha nazista.